# Долинська сільська рада (Ренійський район)
Доли́нська сільська́ ра́да — колишня адміністративно-територіальна одиниця та орган місцевого самоврядування в Ренійському районі Одеської області. Адміністративний центр — село Долинське.

## Загальні відомості
Долинська сільська рада утворена в 1947 році.
- Територія ради: 60,5 км²
- Населення ради: 2 705 осіб (станом на 2001 рік)

## Населені пункти
Сільській раді були підпорядковані населені пункти:
- с. Долинське

## Населення
Згідно з переписом 1989 року чисельність наявного населення села становила 2662 особи, з яких 1318 чоловіків та 1344 жінки.
За переписом населення 2001 року в селі мешкали 2552 особи.

### Мова
Розподіл населення за рідною мовою за даними перепису 2001 року:
| Мова       | Відсоток |
| ---------- | -------- |
| молдовська | 92,75 %  |
| російська  | 4,81 %   |
| українська | 0,59 %   |
| гагаузька  | 0,48 %   |
| болгарська | 0,41 %   |
| румунська  | 0,15 %   |

## Склад ради
Рада складалася з 17 депутатів та голови.
- Голова ради: Фєтєля Віктор Дмитрович
- Секретар ради: Куртєв Іван Рустикович

### Керівний склад попередніх скликань
| Прізвище, ім'я, по батькові | Основні відомості                                                         | Дата обрання | Дата звільнення |
| --------------------------- | ------------------------------------------------------------------------- | ------------ | --------------- |
| Фетеля Віктор Дмитрович     | Сільський голова, 1962 року народження, безпартійний                      | 26.03.2006   | 31.10.2010      |
| Фєтєля Віктор Дмитрович     | Сільський голова, 1962 року народження, освіта вища, член Партії регіонів | 31.10.2010   |                 |

Примітка: таблиця складена за даними сайту Верховної Ради України

### Депутати
За результатами місцевих виборів 2010 року депутатами ради стали:

#### За суб'єктами висування
| Суб'єкт висування                                       | Кількість обраних депутатів | %    |
| ------------------------------------------------------- | --------------------------- | ---- |
| Самовисування                                           | 6                           | 35,3 |
| Партія регіонів                                         | 5                           | 29,4 |
| Політична партія «Фронт Змін»                           | 2                           | 11,8 |
| Народна партія                                          | 1                           | 5,9  |
| Партія Пенсіонерів України                              | 1                           | 5,9  |
| Політична партія Всеукраїнське об'єднання «Батьківщина» | 1                           | 5,9  |
| Соціалістична партія України                            | 1                           | 5,9  |

#### За округами
| № округу                                                | Прізвище, ім'я, по батькові | Дата визнання обраним | Освіта             | Партійна приналежність                        | Відомості про обраного депутата                                                 |
| ------------------------------------------------------- | --------------------------- | --------------------- | ------------------ | --------------------------------------------- | ------------------------------------------------------------------------------- |
| Народна Партія                                          |                             |                       |                    |                                               |                                                                                 |
| 1                                                       | Попов Григорій Петрович     | 03.11.2010            | середня            | член Народної партії                          | фермерське господарство «Петро», голова                                         |
| Партія Пенсіонерів України                              |                             |                       |                    |                                               |                                                                                 |
| 4                                                       | Чебану Микола Дмитрович     | 03.11.2010            | середня спеціальна | член Партії пенсіонерів України               | пенсіонер                                                                       |
| Партія регіонів                                         |                             |                       |                    |                                               |                                                                                 |
| 7                                                       | Чебану Михайло Дмитрович    | 03.11.2010            | середня спеціальна | член Партії регіонів                          | Дунайське пароплавство, шкіпер                                                  |
| 8                                                       | Балуца Катерина Дмитрівна   | 03.11.2010            | середня спеціальна | член Партії регіонів                          | приватний підприємець, керівник                                                 |
| 11                                                      | Памбук Наталя Миколаївна    | 03.11.2010            | вища               | член Партії регіонів                          | Ренійська РДА, спеціаліст                                                       |
| 12                                                      | Памбук Микола Петрович      | 03.11.2010            | середня спеціальна | член Партії регіонів                          | Долинський будинок культури, директор                                           |
| 16                                                      | Лунгу Катерина Іллівна      | 03.11.2010            | вища               | член Партії регіонів                          | Долинський будинок культури, вчитель                                            |
| Політична партія Всеукраїнське об'єднання «Батьківщина» |                             |                       |                    |                                               |                                                                                 |
| 6                                                       | Памбук Марія Іванівна       | 03.11.2010            | середня спеціальна | член Всеукраїнського об'єднання «Батьківщина» | сільськогосподарський виробничий кооператив «Долинське», комірник               |
| Політична партія «Фронт Змін»                           |                             |                       |                    |                                               |                                                                                 |
| 5                                                       | Строя Андрій Іванович       | 03.11.2010            | вища               | член Політичної партії «Фронт Змін»           | тимчасово не працює                                                             |
| 13                                                      | Кічук Сергій Федорович      | 03.11.2010            | вища               | член Політичної партії «Фронт Змін»           | Долинська загальноосвітня школа, вчитель                                        |
| Соціалістична партія України                            |                             |                       |                    |                                               |                                                                                 |
| 15                                                      | Доня Тетяна Василівна       | 03.11.2010            | вища               | член Соціалістичної партії України            | Долинська загальноосвітня школа, заступник директора з господарської діяльності |
| Самовисування                                           |                             |                       |                    |                                               |                                                                                 |
| 2                                                       | Куртєв Іван Рустікович      | 03.11.2010            | вища               | позапартійний                                 | Долинська сільська рада, секретар                                               |
| 3                                                       | Куртєв Леонід Маринович     | 03.11.2010            | вища               | позапартійний                                 | тимчасово не працює                                                             |
| 9                                                       | Мутафчи Леонід Георгійович  | 03.11.2010            | вища               | позапартійний                                 | Ренійський райвіськомат, відповідальний виконавець                              |
| 10                                                      | Гроздя Ганна Трифонівна     | 03.11.2010            | середня спеціальна | позапартійна                                  | Долинська сільська рада, бухгалтер                                              |
| 14                                                      | Асаржи Тетяна Пантеліївна   | 03.11.2010            | вища               | позапартійна                                  | тимчасово не працює                                                             |
| 17                                                      | Памбук Світлана Іллівна     | 03.11.2010            | середня            | позапартійна                                  | тимчасово не працює                                                             |